# Tobias Bukkehave
Tobias Bukkehave (født 5. august 1980 i Svendborg) er en dansk forfatter, kulturanmelder og medieekspert. Han er uddannet cand.mag. i film- og medievidenskab fra Københavns Universitet.
Bukkehave debuterede i 2018 med fantasyromanen Elmer Balthazar: Rejsen til Arkadia, som blev nomineret til Orla-prisen. Efterfølgende er de to andre bind i trilogien udkommet.
I 2020 udkom spionthrilleren Kongetro, og i 2022 udkom Arvestål, som er andet bind i serien om agenten Tom Cortzen og Sektor 7 . Arvestål blev indstillet til Jyllands-Postens Litteraturpris. Et tredje bind med titlen Aftenland er under udarbejdelse.
Tobias Bukkehave har i en årrække arbejdet som manuskriptkonsulent og konceptudvikler og har foruden sit skønlitterære virke også skrevet fagbogen 50 TV-serier du skal se (2013).